# Tinea rufescentella
Tinea rufescentella är en fjärilsart som beskrevs av Pierre Chrétien. Tinea rufescentella ingår i släktet Tinea och familjen äkta malar. Inga underarter finns listade i Catalogue of Life.